# João Braz de Aviz

znak kardinála Braz de Avize

João kardinál Braz de Aviz (* 24. dubna 1947 Matra (Brazílie)) je brazilský římskokatolický duchovní, do roku 2025 prefekt Kongregace pro společnosti zasvěceného života a společnosti apoštolského života a kardinál.
Kněžské svěcení přijal 26. listopadu 1972. Dne 6. dubna 1994 byl jmenovaný pomocným biskupem diecéze Vitória, biskupské svěcení přijal 31. května téhož roku. 12. srpna 1998 byl jmenovaný diecézním biskupem diecéze Ponta Grossa v brazilském státě Paraná, o čtyři roky později, 17. července 2002 se stal arcibiskupem arcidiecéze Maringá. Dne 27. března 2004 ho papež Jan Pavel II. jmenoval arcibiskupem brazilské metropole Brasilie.
Rozhodnutím papeže Benedikta XVI. nahradil 4. ledna 2011 kardinála Franca Rodé ve funkci prefekta Kongregace pro společnosti zasvěceného života a společnosti apoštolského života, kterým byl do roku 2025. Dne 6. ledna 2012 bylo oznámeno jeho jmenování kardinálem, které Benedikt XVI. oficiálně završil na konzistoři 18. února téhož roku.